# Alpay Çelebi
Alpay Çelebi (* 4. April 1999 in Derince) ist ein türkischer Fußballspieler.

## Karriere

### Verein
Çelebi kam in Derince auf die  Welt und begann mit dem Vereinsfußball in der Nachwuchsabteilung von Derincespor. Anschließend spielte er der Reihe nach für die Nachwuchsmannschaften der Vereine Fenerbahçe Istanbul, Derincespor und Körfez SK und wurde er 2015 in den Nachwuchs von Beşiktaş Istanbul geholt.
Hier erhielt er im Dezember 2015 zwar einen Profivertrag, spielte aber etwa ein Jahr lang weiterhin nur für die Nachwuchs- und Reservemannschaft. Mit der Saison 2016/17 nahm er auch parallel zu seinen Verpflichtungen in den Nachwuchs- und Reservemannschaft auch am Training der Profis teil und saß in einigen Pflichtspielen auf der Ersatzbank. Sein Profidebüt gab am 29. November 2016 in der Pokalpartie gegen Darıca Gençlerbirliği. Nachfolgend spielte er die nächste Zeit weiterhin überwiegend für die Nachwuchsmannschaften und fand nur in Pokalspielen der Profis Spieleinsätze. Am 25. November 2017 gab er auch schließlich auch in der Liga bei einer Partie gegen Yeni Malatyaspor sein Erstligadebüt.
Für die Saison 2019/20 wurde er an den Ligarivalen Kayserispor ausgeliehen.

### Nationalmannschaft
Çelebi begann seine Nationalmannschaft mit einem Einsatz für die türkische U-19-Nationalmannschaft für das Turnier von Toulon.